# Maeda Nagatane
Maeda Nagatane (前田 長種?; 1550 – 12 aprile 1631) è stato un samurai giapponese della fine periodo Sengoku e inizio di quello Edo, appartenente al clan Maeda.

## Biografia
Nato nel 1550 e figlio di Maeda Nagasada (前田 長定?, morto 1584) faceva parte di un ramo del clan Maeda della provincia di Mino. 
Servitore di Oda Nobunaga, dopo la morte di quest'ultimo presso Honnō-ji, divenne servitore di Oda Nobuo. Durante la campagna di Komaki fu invitato al campo di Toyotomi Hideyoshi da Takigawa Kazumasu e cambiò alleanza. Fu tuttavia sconfitto dall'alleanza Tokugawa-Oda durante la quale il padre e lo zio Sadatoshi trovarono la morte.
Successivamente divenne servitore di Maeda Toshiie e si spostò prima nella provincia di Noto e successivamente in quella di Kaga dove divenne guardiano del castello di Komatsu nel 1605 con una rendita di 20.000 koku.
In seguito il suo feudo venne diviso tra i figli e i successori.